# 達爾佩

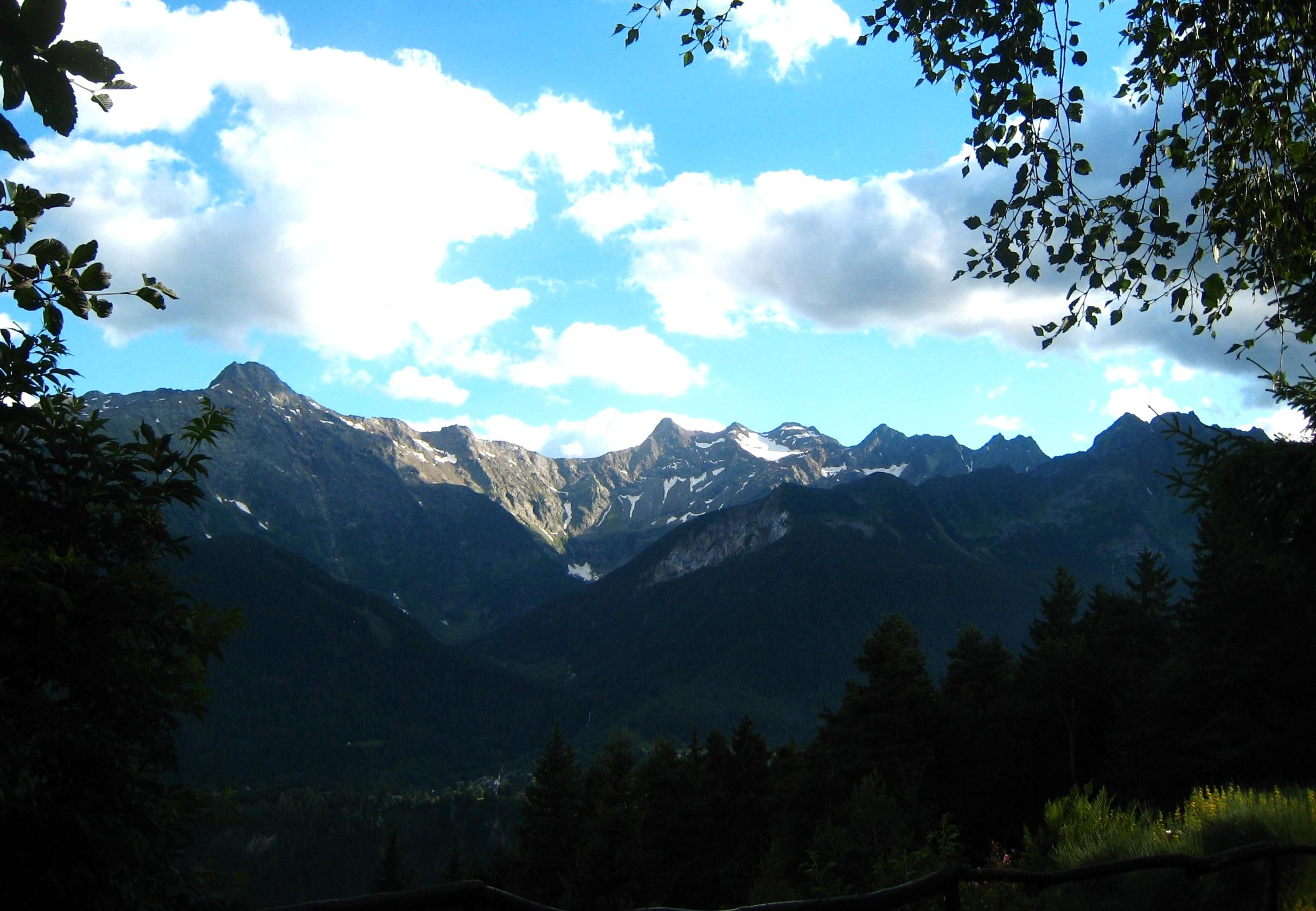

達爾佩是瑞士的城鎮，位於該國南部，由提契諾州負責管轄，面積14.52平方公里，海拔高度1,192米，2011年人口172，九成人口信奉羅馬天主教，人口密度每平方公里12人。